# يوم تحلاق اللمم
يَوْمُ تَحْلَاقِ اَللِّمَمِ أو يَوْمُ قِضَّةَ  هو أحد أيام العرب في حرب البسوس، وفيها أَمَرَ الحارِثُ بْنُ عَبَّادٍ قومَه أن يحلقوا رؤوسَهم؛ لِيَعرفَ بعضُهم بعضاً، فسُمِّي هذا اليومُ حينَها يومَ تَحْلاَقِ اللِّمَمِ. واللِّمَمُ: مفردها اللِّمَّة وهي مجتمع شعر الرأس.

## نبذة
بعد أن تولى الحارث بن عباد القيادة، أمر قومه بإحضار نسائهم ووضعهن في خلف الجيش، فإن نشبت المعركة و رأين جريحًا من تغلب قضين عليه، وإن عثرن على جريح من بني شيبان سقينه و عالجنه، فلما سألوه عن كيفية التمايز بينهم؟ أمرهم بحلق رؤوسهم ليسهل تعرف النساء عليهم.
إلا أن ربيعة بن ضبيعة أحد رعاة إبل بني شيبان رفض حلق رأسه مبررًا أنه قصير وحلق الرأس سوف يزيده قبحًا وقال: اتركوا لمّتي وأقتل لكم أول فارس يقدمهم، فتركوه فقتل عمرا و عامرا التغلبيان لكن أصيب بجراح فلما رأته نساء بكر دون حلق ظننه من تغلب فأجهزن عليه.
كما تم أسر الحارث بن عباد المهلهل وهو لا يعرفه فقال له: دلّنى على عدىّ وأخلى عنك، فقال له عدىّ: عليك العهد بذلك إن دللتك عليه، قال نعم، قال فأنا عدىّ، فجزّ ناصيته وتركه وقال فيه:

## الشعر
ذكر طرفة بن العبد أحد شعراء المعلقات يوم تحلاق اللمم في قصيدة له قائلًا: